# 日朝文化交流協会
日本朝鮮文化交流協会（にほんちょうせんぶんかこうりゅうきょうかい）は、朝鮮民主主義人民共和国との友好・親善・交流を目的とする日本の親善団体である。東京都中央区築地2-12-14フェニックス東銀座第3ビルに所在。略称は日朝文交。

## 概要
1972年9月5日設立。「朝鮮の自主的平和統一支持日本委員会」「朝鮮女性と連帯する日本婦人連絡会」「日朝学術教育交流協会」とともに「日朝連帯運動4団体」と呼ばれ、在日本朝鮮人総聯合会と連携してきた。
初代理事長は読売新聞論説委員会顧問を歴任した高木健夫。高木は1991年、朝鮮民主主義人民共和国政府から親善勲章第1級を授与された。第2代理事長は朝日新聞記者経験のある梶谷善久。1990年、梶谷の死去に伴い、大正大学学長だった林亮勝が理事長に就任。
1991年4月8日、朝鮮民主主義人民共和国の朝鮮対外文化連絡協会と交流促進の合意書に調印した。合意書は「双方は、両国人民間の文化交流を促進することが『近くて親しい国』になることを願う両国人民の利益に合致すると認め」などとしている。

## 主な役員
- 理事長
- 副理事長・事務局長：清水潤（朝鮮の自主的平和統一支持日本委員会代表委員）

## 幹部の主な発言
- 「朝鮮総連の活動家のみなさんと、親しくお付き合いしてすでに久しい。いつでも彼らは骨身を削って、理想に燃えて働いている。厳しい、つらい毎日が続く。それでも決して明るさを失わない。終生の友人を何人も得た。彼らとの交流を通じて、朝鮮総連への理解を深めることができた。そういうすばらしい人たちが支えている組織が朝鮮総連なのである」（1990年5月、朝鮮総連結成35周年に際して林亮勝）
- 「気にかけて頂いてうれしく思います。様々な困難を乗り越えて、総書記がお元気で、人民と共に歩んでいくことを心より祈っております」（1997年、70歳の誕生日の際に金正日から花瓶と人参酒を贈られて林亮勝）[1]

- 「情勢が複雑な今、志のある人を集め、この雰囲気を作るきっかけとなっただけでも、この船は『親善大使』としての役割を果たしたと思う」（1997年6月2日、万景峰号横浜初入港の船長招待宴で林亮勝）[2]

- 「夕べ、野菜を切っていて、指を切ってしまった。たいした傷ではないが痛い。私たち日本人は、朝鮮のみなさんに（植民地支配という）大きな傷をつけてしまった。だが、後ろ向きにだけ考えていては駄目だ。村山元首相が日朝関係改善のために奮闘すると力強く述べたのを、金日成主席が生前、『正義は必ず勝つ』と語ったことと重ね合わせながら聞いた」（2000年5月21日「朝鮮総連結成45周年中央大会」での林亮勝のあいさつ）[3]
- 「国交正常化するためには、戦争責任と植民地支配をきちんと謝罪し賠償することです。拉致疑惑などを交渉の前提にすべきではありません。たとえ拉致が事実だったとしても、国の意志としてそんなことをするはずはありません。日本は国家の政策として軍国主義のもとに朝鮮人を何十万人も拉致（強制連行）してきました。拉致疑惑を交渉の前提とはせず、正常化交渉が軌道に乗った後で、未解決問題として話し合うべきでしょう」（林亮勝、月刊『日本の進路』2000年9月号）[4]
- 「恩讐を越えて！　歴史的和解と融和のトップ会談が実現したことを心から祝福する。日本の植民地政策によって、引き起こされた朝鮮半島分断の、一日も早い平和的統一を熱望する日本人の一人として、このたびの決断に、満こうの思いを込めて…万歳！」（2006年5月27日付朝鮮新報で清水潤）
- 「（日本）政府とマスコミは拉致の問題をきっかけにして、共和国の行っているすべてが、あやしく、けしからん、というように『短絡的』で『絶対悪』扱いしている。そこで私たちは正常な感覚で、マスコミが流す共和国報道に『世間の常識が実は非常識』ということを叫び続けなければならない。政治家もマスコミも『民主主義国家ニッポン』と叫んでいるが、本当に日本は民主主義国家なのだろうか。総連をはじめとする在日朝鮮人へのいやがらせと『弱い者いじめ』の現実は、依然として大日本帝国当時の枠の中から抜け出ていないと思わざるをえない。崇高な民族の血が流れているみなさんは、自信と誇りをもってこの難局を乗り越えて行ける。一日も早い南北朝鮮の自主的平和統一と、日朝国交正常化の実現を熱望する」（2006年12月11日付朝鮮新報で清水潤）